# 米夏埃尔·哈德席夫
米夏埃尔·哈德席夫（德語：Michael Hadschieff，1963年10月5日—），奥地利男子速度滑冰运动员。他曾代表奥地利参加1984年、1988年、1992年和1994年冬季奥林匹克运动会速度滑冰比赛，获得一枚银牌和一枚铜牌。